# Juan Jesús Vivas
Juan Jesús Vivas Lara (Ceuta, 27 de fevereiro de 1953) é um político espanhol, atual prefeito-presidente da cidade autônoma de Ceuta. É graduado em Economia pela Universidade de Málaga e oficial de carreira no conselho da cidade de Ceuta.